# 1134 (szám)
Az 1134 (római számmal: MCXXXIV) az 1133 és 1135 között található természetes szám.

## A szám a matematikában
A tízes számrendszerbeli 1134-es a kettes számrendszerben 10001101110, a nyolcas számrendszerben 2156, a tizenhatos számrendszerben 46E alakban írható fel.
Az 1134 páros szám, összetett szám. Kanonikus alakja 21 · 34 · 71, normálalakban az 1,134 · 103 szorzattal írható fel. Húsz osztója van a természetes számok halmazán, ezek növekvő sorrendben: 1, 2, 3, 6, 7, 9, 14, 18, 21, 27, 42, 54, 63, 81, 126, 162, 189, 378, 567 és 1134.
7-sima szám.
Az 1134 érinthetetlen szám: nem áll elő pozitív egész számok valódiosztóösszeg-függvényeként..

## Csillagászat
- 1134 Kepler kisbolygó